# Stellan Bengtsson
Gert Börje Stellan Bengtsson, Mini-Stellan, född 26 juli 1952 i Slöinge församling, Hallands län, är en svensk vänsterhänt före detta bordtennisspelare. Han vann 1971, som förste svensk, världsmästartiteln i singel. Den prestationen belönades med Bragdguldet det året. Han vann dessutom EM-guld i singel 1972 samt ett antal medaljer i större mästerskap. Stellan Bengtsson är numera tränare i bordtennis och bosatt i USA.

## Biografi

### Bakgrund
Bengtsson är son till Torsten och Kerstin Bengtsson. Han har två syskon. Bengtsson började spela pingis i källaren i barndomshemmet på Fiskaregatan i Falkenberg dit han flyttade från Slöinge vid 5 års ålder. En skolcup var hans första tävling.

### Spelarkarriär
Han blev 1971 förste svensk att vinna VM-guld i singel, och han tog även VM-guld i dubbel (med Kjell Johansson) och lag 1973. 1981 tog han sig till semifinalen i singel. 
Bengtsson blev Europamästare i singel 1972, i lag 1968, 1970, 1972, 1974, 1980 samt i dubbel (med Kjell Johansson) 1976. Han har dessutom tagit ett antal internationella guld/medaljer samt 12 SM-guld i dubbel och mixed. Sammanlagt medverkade han i 212 landskamper.
Stellan Bengtsson blev professionell bordtennisspelare i Västtyskland 1980 och spelade i Sverige 1985.

### Övrig karriär
Han tränade Falkenbergs Bordtennisklubb (dess A-lag) åren 1990–2005. Efter ett år som bordtennistränare i Qatar (2006) bosatte han sig i USA för att fortsätta tränarkarriären.

### Familj
Stellan Bengtsson är gift med amerikanskan Angelita Rosal (född 1956), som han träffade på VM i Sarajevo 1973. Rosal har tio nationella USA-mästerskap i bordtennis. De har tre barn och är bosatta i San Diego, Kalifornien.

## Spelstil
Stellan Bengtssons spelstil utmärkes av snabbhet och effektivitet.

## Utmärkelser och minnesmärken

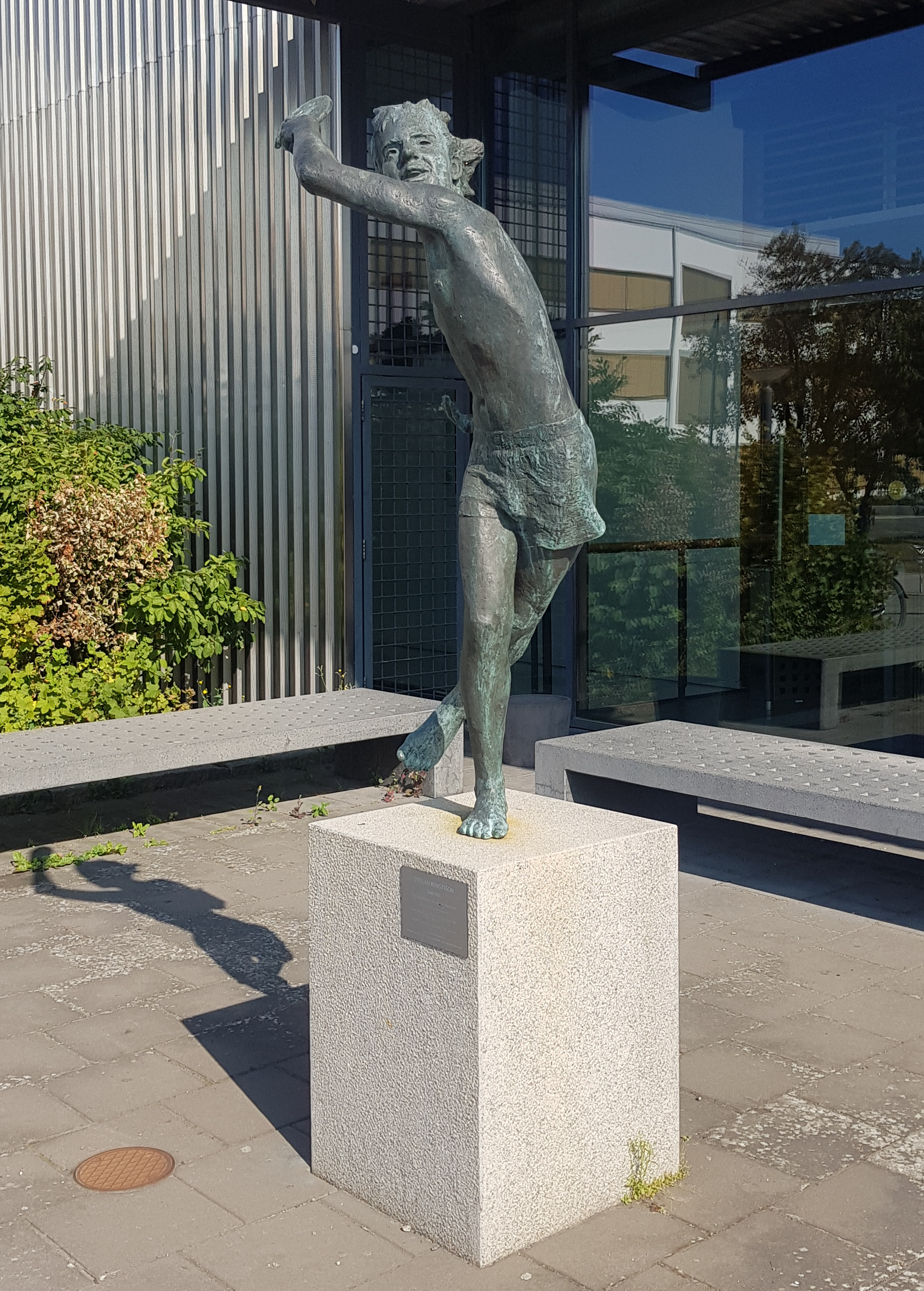
Stellan Bengtsson står staty i Falkenberg.

År 1971 erhöll han Svenska Dagbladets guldmedalj för VM-segern i singel i Nagoya.
2006 avtäcktes en staty av Stellan Bengtsson, i forna hemstaden Falkenberg. Statyn är i brons och i naturlig storlek. Den är skapad av Martina Falkehag Kinn, skulptör och Falkenbergsbo.

## Meriter
Nedan listas Stellan Bengtssons meriter i större mästerskapstävlingar:

### Internationella meriter
- 1970 – EM-brons i singel
- 1971 – VM-guld i singel, Nagoya (Japan)
- 1972 – EM-guld i singel
- 1973 – VM-guld i dubbel (tillsammans med Kjell Johansson)
- 1973 – VM-guld i lag
- 1973 – Segrare, Europa Top 12
- 1975 – 1:a i Swedish Open Championships (singel)[10]
- 1979 – 1:a i Swedish Open Championships (singel)[10]
- 1980 – Segrare, Europa Top 12
- 1980 – EM-brons i singel
- 1981 – VM-brons i singel

### Svenska mästerskap
- 1972–80 – 7 SM-guld i singel